# Buldožer
A Buldožer egy szlovén alternatív rockzenekar, mely 1975-ben alakult Ljubljanában. A Felszabadítási Front nevű kultúrcsoport zenei szárnyaként kezdték pályafutásokat. Őket tartják az 1970-es évek első igazán alternatív jugoszláviai zenekarának, és a helyi new wave ősanyjának. Dalaikat többnyire szerb-horvát nyelven írták.

## Tagjai
- Boris Bele - gitár, vokál
- Marko Brecelj - ének (1975-79)
- Borut Cinc - billentyűs hangszerek
- Štefan Jež - dob (1975-76)
- Uroš Lovšin - gitár (1975-79)
- Andrej Veble - basszus (1975-90)
- Andrej Zmazek - basszus (1979)
- Vili Bertok - basszus, dob (1977, 1979)
- Tone Dimnik - dob (1977-79)
- Davor Slamnig - basszus (1980)
- Dušan Vran - dob (1980-94)
- Janez Zmazek - gitár, basszus (1981)

## Lemezeik
- Pljuni istini u oči, (PGP RTB, 1975)
- Zabranjeno plakatirati (Helidon, 1977)
- Živi bili pa vidjeli (Helidon, 1979)
- Izlog jeftinih slatkiša (Helidon, 1980)
- Rok end roul-Olstars bend (EP, Helidon, 1981)
- Ako ste slobodni večeras (Helidon, 1982)
- Nevino srce (Helidon, 1983)
- Nova vremena (válogatás, Helidon, 1989)
- Noć (Helidon, 1995)